# Дитячий майданчик (фільм)
Дитячий майданчик (рос. Детская площадка) — радянський художній фільм 1987 року, знятий на кіностудії «Ленфільм».

## Сюжет
Жанна і Вадим, які живуть без батьків, ще майже діти. Вона, попрощавшись з дитбудинком, пішла працювати на фабрику. Він, втомившись від безпросвітних бабусиних боргів, після школи найнявся в службу «Швидкої допомоги». Їх спільне життя не таїло спочатку ніяких загроз. Молоді були щасливі до тих пір, поки Роман не опинився втягнутим в злодійську зграю…

## У ролях
- Дарина Шпалікова — Жанна
- Вадим Любшин — Роман, шофер «швидкої допомоги»
- Микола Лавров — Марат Павлович
- Віктор Проскурін — Карпов
- Наталія Єгорова — представниця
- Марина Ігнатова — Людмила, вихователь дитячого будинку
- Аркадій Коваль — епізод
- Аля Нікуліна — англійка
- Ольга Домущу — епізод

## Знімальна група
- Режисер — Світлана Проскуріна
- Сценарист — Павло Фінн
- Оператор — Тетяна Логінова
- Композитор — Вадим Біберган
- Художник — Борис Биков